# Ема (Мисури)
Ема (енгл. Emma) град је у америчкој савезној држави Мисури.

## Демографија
По попису из 2010. године број становника је 233, што је 10 (-4,1%) становника мање него 2000. године.
| Група             | 2000.       | 2010.       |
| Белци             | 238 (97,9%) | 227 (97,4%) |
| Афроамериканци    | 0 (0,0%)    | 0 (0,0%)    |
| Азијати           | 0 (0,0%)    | 0 (0,0%)    |
| Хиспаноамериканци | 2 (0,8%)    | 4 (1,7%)    |
| Укупно            | 243         | 233         |